# Esporte Clube Pinheiros (Curitiba)
L'Esporte Clube Pinheiros, noto anche semplicemente come Pinheiros, era una società calcistica brasiliana con sede nella città di Curitiba, capitale dello stato del Paraná.

## Storia
Il Savóia Futebol Clube venne fondato nel 1914, mentre l'Esporte Club Água Verde venne fondato nel 1915. Il Savóia e l'Água Verde si fusero nel 1920 per formare il Savóia-Água Verde. Il Savóia-Água Verde ha cambiato nome in Savóia Futebol Clube nel 1921, e quindi rinominato Esporte Clube Brasil nel 1942, e dopo la seconda guerra mondiale, il club è stato rinominato in Esporte Clube Água Verde.
Per distinguersi dai suoi rivali locali, il Coritiba, il club ha cambiato i colori nel 1960 in blu e bianco. Nel 1971 il club ha cambiato nome in Esporte Clube Pinheiros, che prende il nome dal Pinheiro-do-Paraná, un araucaria, l'albero simbolo dello Stato del Paraná.
Il Pinheiros ha vinto il campionato statale, il Campionato Paranaense, nel 1967 con il nome di Água Verde, e nel 1984 e nel 1987 come Pinheiros. Il club ha partecipato al campionato nazionale brasiliano, la Série A nel 1981 e nel 1985, finendo statistico, come 34º, rispettivamente 21º su 44 squadre. Nel suo ultimo anno di esistenza, il Pinheiros si era qualificato per la coppa brasiliana, la Coppa del Brasile, dove la squadra ha perso nel luglio 1989 ai sedicesimi di finale - partecipavano 32 club - perdendo 0-1 e 1-2 con il Mixto Esporte Clube di Cuiabá, Mato Grosso.
Il 19 dicembre 1989, il Pinheiros decise di unire le forze con i rivali locali del Colorado Esporte Clube per formare il Paraná Clube.

## Palmarès

### Competizioni statali
- Campionato Paranaense: 3

1967, 1984, 1987
- Campeonato Paranaense Segunda Divisão: 1

1982